# Legge elettorale italiana del 1892
La legge elettorale italiana del 1892 fu una legge elettorale adottata dal Regno d'Italia, a partire dalle elezioni del 1892 (XVIII Legislatura).

## Storia
La legge nacque da una serie di modifiche realizzate tra il 1891 e il 1892 alla precedente legge elettorale, di cui manteneva l'impianto, in particolare relativamente al suffragio allargato.
Fu accompagnata da una ridefinizione della mappa dei collegi elettorali, attuata con Regio Decreto 14 giugno 1891, n. 280.
Rimase in vigore per due decenni, fino all'approvazione della Legge elettorale del 1912.

## Caratteristiche
La differenza più significativa con la legge del 1882 consisteva nell'abbandono del sistema dello scrutinio di lista (ritenuto inefficace nel tentativo di creare una dinamica competitiva tra i partiti), e nel conseguente ritorno al sistema maggioritario con collegi uninominali a doppio turno, realizzato con la Legge 5 maggio 1891, n. 210.
Rispetto al sistema uninominale dei decenni precedenti, inoltre, introduceva, con la Legge 28 giugno 1892, n. 315, nuove regole per il ballottaggio: era eletto al primo turno il candidato che avesse ottenuto il 50% dei voti validi, e almeno un sesto dei voti degli aventi diritto del collegio.